# Patinação artística nos Jogos Olímpicos de Inverno da Juventude de 2016
As competições de patinação artística nos Jogos Olímpicos de Inverno da Juventude de 2016 foram disputadas no Anfiteatro Olímpico Hamar em Hamar, na Noruega, entre os dias 13 e 20 de fevereiro. Cinco eventos foram realizados, sendo um deles por equipes mistas de diferentes Comitês Olímpicos Nacionais.

## Calendário
| Fevereiro           | 12 | 13 | 14 | 15 | 16 | 17 | 18 | 19 | 20 | 21 |
| ------------------- | -- | -- | -- | -- | -- | -- | -- | -- | -- | -- |
| Patinação artística |    | 2  | 2  |    |    |    |    |    | 1  |    |

|  | Dia de final |

## Qualificação
São 76 vagas ao todo a serem distribuídas, sendo 38 masculinas e 38 femininas. São 16 vagas para os eventos individuais de ambos os gêneros, 10 pares de duplas e 12 pares para a dança no gelo. O máximo de vagas que um país pode preencher é de 12 (6 masculinos, 6 femininos).
Se um país conseguiu o primeiro, segundo ou terceiro lugares no Mundial Júnior de Patinação Artística de 2015 em determinada competição, este terá o direito de classificar dois atletas na Olimpíada. Os outros países têm direito a ter um atleta em cada competição conforme as vagas não tiverem sido preenchidas. Há ainda quatro vagas para cada evento individual e três para os eventos de duplas e dança no gelo a serem distribuídas no Grand Prix Júnior de Patinação Artística de 2015–16.

### Vagas
Baseado nos resultados no Mundial Júnior de Patinação Artística de 2015 e no Grand Prix Júnior de Patinação Artística de 2015-16, os seguintes países conquistaram vaga nos Jogos Olímpicos de Inverno da Juventude de 2016.
| Vagas | Masculino | Feminino | Pares                                                                         | Dança no Gelo                                                                                        |
| ----- | --- | --- | ----------------------------------------------------------------------------- | --- |
| 2     | JPN Japão CHN China | RUS Rússia JPN Japão | CHN China CAN Canadá 1 RUS Rússia                                             | RUS Rússia USA Estados Unidos 2 UKR Ucrânia                                                          |
| 1     | USA Estados Unidos RUS Rússia LAT Letônia ISR Israel KOR Coreia do Sul ARG Argentina CAN Canadá UKR Ucrânia ITA Itália MAS Malásia FRA França FIN Finlândia | KAZ Cazaquistão USA Estados Unidos KOR Coreia do Sul LAT Letônia SVK Eslováquia ARM Armênia FIN Finlândia GER Alemanha CHN China HUN Hungria ITA Itália NOR Noruega 3 | USA Estados Unidos UKR Ucrânia CZE Chéquia KOR Coreia do Sul GBR Grã-Bretanha | CAN Canadá POL Polônia FRA França KOR Coreia do Sul ITA Itália CZE Chéquia GER Alemanha LTU Lituânia |

Notas
1. Canada enviou apenas uma dupla;
2. Estados Unidos enviou apenas um par na dança do gelo;
3. Como país-sede, a Noruega tinha direito a selecionar qual competição iria disputar, selecionando o individual feminino.

### Sumário
| Países             | Individual masculino | Individual feminino | Duplas | Dança no Gelo | Atleta(s) |
| ------------------ | -------------------- | ------------------- | ------ | ------------- | --------- |
| GER Alemanha       | 0                    | 1                   | 0      | 1             | 3         |
| ARG Argentina      | 1                    | 0                   | 0      | 0             | 1         |
| ARM Armênia        | 0                    | 1                   | 0      | 0             | 1         |
| CAN Canadá         | 1                    | 0                   | 1      | 1             | 5         |
| KAZ Cazaquistão    | 0                    | 1                   | 0      | 0             | 1         |
| CHN China          | 2                    | 1                   | 2      | 0             | 7         |
| KOR Coreia do Sul  | 1                    | 1                   | 1      | 1             | 6         |
| SVK Eslováquia     | 0                    | 1                   | 0      | 0             | 1         |
| USA Estados Unidos | 1                    | 1                   | 1      | 1             | 6         |
| FIN Finlândia      | 1                    | 1                   | 0      | 0             | 2         |
| FRA França         | 1                    | 0                   | 0      | 1             | 3         |
| GBR Grã-Bretanha   | 0                    | 0                   | 1      | 0             | 2         |
| HUN Hungria        | 0                    | 1                   | 0      | 0             | 1         |
| JPN Japão          | 2                    | 2                   | 0      | 0             | 4         |
| ISR Israel         | 1                    | 0                   | 0      | 0             | 1         |
| ITA Itália         | 1                    | 1                   | 0      | 1             | 4         |
| LAT Letônia        | 1                    | 1                   | 0      | 0             | 2         |
| LTU Lituânia       | 0                    | 0                   | 0      | 1             | 2         |
| MAS Malásia        | 1                    | 0                   | 0      | 0             | 1         |
| NOR Noruega        | 0                    | 1                   | 0      | 0             | 1         |
| POL Polônia        | 0                    | 0                   | 0      | 1             | 2         |
| CZE Chéquia        | 0                    | 0                   | 1      | 1             | 4         |
| RUS Rússia         | 1                    | 2                   | 2      | 2             | 11        |
| UKR Ucrânia        | 1                    | 0                   | 1      | 2             | 7         |
| Total: 23 CONs     | 16                   | 16                  | 10     | 12            | 76        |

## Medalhistas
| Evento                        | Ouro | Prata | Bronze |
| ----------------------------- | --- | --- | --- |
| Individual feminino detalhes  | Polina Tsurskaya RUS Rússia | Maria Sotskova RUS Rússia | Elizabet Tursynbaeva KAZ Cazaquistão |
| Individual masculino detalhes | Sota Yamamoto JPN Japão | Deniss Vasiļjevs LAT Letônia | Dmitri Aliev RUS Rússia |
| Duplas detalhes               | Ekaterina Borisova Dmitry Sopot RUS Rússia | Anna Dušková Martin Bidař CZE Chéquia | Alina Ustimkina Nikita Volodin RUS Rússia |
| Dança no gelo detalhes        | Anastasia Shpilevaya Grigory Smirnov RUS Rússia | Chloe Lewis Logan Bye USA Estados Unidos | Anastasia Skoptcova Kirill Aleshin RUS Rússia |
| Equipes mistas detalhes       | Dmitri Aliev (RUS) Li Xiangning (CHN) Sarah Rose (USA) Joseph Goodpaster (USA) Anastasia Skoptcova (RUS) Kirill Aleshin (RUS) MIX Equipes de CONs mistos | Ivan Shmuratko (UKR) Diāna Ņikitina (LAT) Anna Dušková (CZE) Martin Bidař (CZE) Julia Wagret (FRA) Mathieu Couyras (FRA) MIX Equipes de CONs mistos | Deniss Vasiļjevs (LAT) Fruzsina Medgyesi (HUN) Gao Yumeng (CHN) Li Bowen (CHN) Marjorie Lajoie (CAN) Zachary Lagha (CAN) MIX Equipes de CONs mistos |

## Quadro de medalhas
| Ordem | País                       | Medalha de ouro | Medalha de prata | Medalha de bronze |    |
| ----- | -------------------------- | --------------- | ---------------- | ----------------- | -- |
| 1     | RUS Rússia                 | 3               | 1                | 3                 | 7  |
| –     | MIX Equipes de CONs mistos | 1               | 1                | 1                 | 3  |
| 2     | JPN Japão                  | 1               |                  |                   | 1  |
| 3     | CZE Chéquia                |                 | 1                |                   | 1  |
|       | LAT Letônia                |                 | 1                |                   | 1  |
|       | USA Estados Unidos         |                 | 1                |                   | 1  |
| 6     | KAZ Cazaquistão            |                 |                  | 1                 | 1  |
| TOTAL | TOTAL                      | 5               | 5                | 5                 | 15 |